# Elena Díaz i Torrevejano
Elena Díaz i Torrevejano   (Barcelona, 1985) és una llicenciada en economia per la Universitat de Barcelona i diputada al Parlament de Catalunya (13a legislatura) pel Partit dels Socialistes de Catalunya.
Té un màster en lideratge per a la gestió política a l'Escola de Postgrau de la Universitat Autònoma de Barcelona en col·laboració amb la Universitat Autònoma de Madrid. Exercici al Gabinet Jurídic de la Unió General del Treballadors de Catalunya com a economista, pèrita econòmica judicial i responsable del departament del Fons de Garantia Salarial (2011-2019). Assessora del Grup Socialista a la Diputació de Barcelona (2019- 2021). Secretària d'Organització de la Joventut Socialista de Catalunya (2012-2015), secretària adjunta d'Organització i Coordinació Territorial de la Federació del Maresme, i regidora a l'Ajuntament de Caldes d'Estrac (2007-2011).